# لوسی ژان
لوسی ژان (فرانسوی: Lucie Jeanne‎؛ زاده ۱۳ مارس ۱۹۷۶) یک هنرپیشه اهل فرانسه است. وی از سال ۱۹۹۸ میلادی تاکنون مشغول فعالیت بوده‌است.